# Целевая аудитория сайта
Целевая аудитория сайта, целевая посещаемость, целевые посетители сайта — группа интернет-пользователей, на которую сфокусировано содержание сайта; круг посетителей, заинтересованных в информации, товарах или услугах, представленных на сайте. Целевые посетители точно знают в получении какой информации они заинтересованы и какой именно товар или услугу желают приобрести.
Выделение целевой аудитории из аудитории сайта позволяет точнее направить информационное или рекламное воздействие и, как следствие, ведет к развитию бизнеса (увеличению продаж товаров или услуг).
Различают три основные группы целевой аудитории сайта: 
1. посетители, заинтересованные в получении информации;
2. посетители, заинтересованные в выборе товара или услуги;
3. посетители, заинтересованные в приобретении товара или услуги.

Любой сайт, кроме собственно целевой аудитории, имеет также побочную аудиторию и случайную. 
Побочной является часть аудитории, которая приходит с поиска по смежным с семантическим ядром сайта запросам. Например, вы продвигаете страницу по запросу "ремонт коробки передач Toyota своими руками" (и рассказываете, как это делается). И на ваш сайт почему-либо попадает клиент по запросу "ремонт коробки передач Toyota" (который ищет услуги автомеханика). Для вас он не является целевым, но, если на вашем сайте имеется реклама автосервиса Toyota, то это ему подойдет. 
То же относится и к людям, которые как бы "автоматически" кликают на рекламу, еще не зная, нужна ли им услуга или нет, чтобы "просто посмотреть". Такие пользователи могут конвертироваться в клиентов, однако это происходит значительно реже. Таким образом, побочная аудитория тоже является целевой.

## Определение целевой аудитории
Определение целевой аудитории заключается в составлении примерного портрета целевого посетителя сайта (так называемого портрета клиента).
Основные характеристики целевой аудитории: пол, место жительства, возраст, семейное положение, образование, занятость, финансовый статус, социальный статус, а также специализированные данные, важные для специфики сайта.
Для получения данных, составляющих портрет целевого посетителя, используют различные способы сбора информации.
Способы сбора информации об аудитории сайта: 
- лог-анализатор сервера и данные счетчика посещений, например, Яндекс Метрики или Google Analitycs (позволяют изучить все действия пользователей на сайте и конкретизировать распределение аудитории сайта по регионам, по времени и др.);
- опросы аудитории сайта (анкетирование уникальных посетителей с использованием опросной формы или регистрации на сайте);
- опросы аудитории на сайтах опросов, совмещение панельных данных и данных счетчика посещений (анкетирование происходит не на исследуемом сайта, а на сайте панели);
- системы аудита и традиционные опросы исследовательских компаний (агентств).

Важным источником статистической информации о целевой аудитории сайта является статистика запросов поисковых систем. Оценить величину целевой аудитории можно по числу поисковых запросов. Подобные сервисы имеют, например, поисковые системы Яндекс (Яндекс статистика поиска ), Рамблер (Adstat Rambler ) и Google (Google Статистика поиска ).
На основе данных, полученных в результате сбора информации, можно получить сводные цифры и изучить закономерности поведения групп пользователей и оценить эффективность рекламного воздействия.
Характеристики портрета целевой аудитории учитываются при разработке дизайна и структуры, а также при внесении корректировок в информационное наполнение сайта с целью привлечения большего числа посетителей, входящих в круг целевой аудитории.

## Привлечение целевых посетителей
Привлечение целевых посетителей на сайт достигается путём продвижения сайта в сети Интернет. Одним из важнейших этапов продвижения сайта является поисковая оптимизация — комплекс мер, направленных на повышение позиций сайта в результатах выдачи поисковых систем по определенным поисковым запросам пользователей.